# ویمپل آر-۷۷

Vympel R-۷۷

آر-۷۷ (نام ناتو: AA-12 Adder) موشک هوا به هوای برد متوسط با سیستم هدفیاب راداری ساخت روسیه است. این موشک همتای موشک آمریکایی معروف ایم-۱۲۰ آمرام است و به همین جهت به آمرامسکی معروف شده‌است.
کار طراحی آر-۷۷ از سال ۱۹۸۲ در یک پروژه سری آغاز شد. بر اساس این برنامه قرار بود اولین موشک چندمنظوره شلیک و بعد هیچ روسی ساخته شود که هم هواپیماهای تاکتیکی و هم هواپیماهای استراتژیک بتوانند از آن علیه اهداف مختلف - از هلیکوپتر گرفته تا جتهای سریع و کم‌ارتفاع- استفاده کنند.
آر-۷۷ از سال ۱۹۹۴ وارد فعالیت نظامی در نیروی هوایی روسیه شده و جنگنده‌های میگ-۲۹، سوخو-۲۷ ، میگ-۳۱ و میگ-۲۳ برای استفاده از این موشک به‌روزرسانی شده‌اند. نیروی هوایی چین هم از این موشک در سوخو-۲۷های خود و مدل تولید چین آن یعنی جی-۱۱ استفاده می‌کند. برد مؤثر این موشک در مدل صادراتی آن اکنون ۱۵۰ کیلومتر است. اما در مدلهایی که مخصوص نیروی هوایی روسیه ساخته شده‌است دارای برد ۱۰۰ الی ۳۰۰ کیلومتر می‌باشد.
مدل جدیدی از این موشک مشغول به کار است که مجهز به موتور رمجت بوده و دارای برد بالا و دقت قطعی در اثبات است.